# The Canton Godfather
The Canton Godfather (奇蹟T, qí jīP) è un film del 1989 diretto da Jackie Chan.
Conosciuto anche come Miracles (titolo internazionale), Mr. Canton & Lady Rose, The Chinese Godfather, Black Dragon, questo film d'azione prodotto a Hong Kong, è un remake di due lungometraggi di Frank Capra: Signora per un giorno e Angeli con la pistola.

## Trama
Fine '800/primi del 900, Cheng Wah Kuo è un ragazzo di campagna che arriva a Hong Kong in cerca di fortuna, ma finisce per perdere tutti i soldi di cui disponeva, venendo truffato al suo primo giorno nella grande città. Conosce una non più giovane venditrice di fiori che gli vende una rosa portafortuna. In seguito a bizzarre e tragicomiche vicissitudini, coincidenze e equivoci, il giovane finisce per prendere il posto del capo di una potente organizzazione di gangster. Avendo un sincero cuore d'oro, il ragazzo cerca di riorganizzare la sua organizzazione trasformandola in un Night Club legale, dando origine a una serie di imprevisti e sorprendendo i suoi compagni di malavita.
Divenuto quindi ricco, cerca di aiutare la vecchia venditrice di rose. Scoperto che la figlia di quest'ultima si trova a Shanghai ed è in procinto di sposarsi con un ricco giovane, che crede che lei sia una nobildonna e che presto verrà a farle visita, Cheng si assume l'impegno di accogliere i due promessi sposi e di inscenare una colossale messa in scena per mostrare che la povera venditrice sia in realtà una delle signore più ricche della città, per evitare che il matrimonio sia rovinato dalla umile condizione della donna. La serie di messe in scena e di equivoci continua fino al matrimonio, tra ostacoli insormontabili: persecuzioni della polizia, gangster rivali, testimoni importanti per il matrimonio.

## Produzione
Oltre ad interpretare il ruolo del protagonista del film, Jackie Chan lo ha anche diretto, curando oltre alle inquadrature anche le coreografie d'azione. Del cast fanno parte, fra gli altri, Richard Ng (My Lucky Stars), Bill Tung (Drunken Master 2), la cantante Anita Mui (Drunken Master 2), in quest'occasione impegnata anche nel main theme Rose, Rose I love you, e Yuen Biao (My Lucky Stars) nei panni di un mendicante. Inoltre, é presente anche il leggendario Wu Ma come spalla di Chan, che lo introduce nel mondo della malavita. Il cast è ricchissimo di camei di grandissime star del cinema cinese e di Hong Kong. Nella sua autobiografia I am Jackie Chan: my life in action 1998, Chan definisce questo film come il suo preferito tra tutti quelli da lui realizzati.

## Riconoscimenti
- 1990 - Hong Kong Film Awards
  - Migliore coreografia d'azione a Jackie Chan
  - Candidatura come Miglior attore a Jackie Chan
  - Candidatura per la Migliore direzione artistica a Eddie Ma
  - Candidatura per il Miglior montaggio a Peter Cheung